# Municipio de Redstone (Pensilvania)
El municipio de Redstone (en inglés: Redstone Township) es un municipio ubicado en el condado de Fayette en el estado estadounidense de Pensilvania. En el año 2000 tenía una población de 6.397 habitantes y una densidad poblacional de 109 personas por km².

## Geografía
El municipio de Redstone se encuentra ubicado en las coordenadas 40°00′06″N 79°52′54″O / 40.00167, -79.88167.

## Demografía
Según la Oficina del Censo en 2000 los ingresos medios por hogar en la localidad eran de $23,916 y los ingresos medios por familia eran de $31,713. Los hombres tenían unos ingresos medios de $26,270 frente a los $19,938 para las mujeres. La renta per cápita de la localidad era de $13,945. Alrededor del 19,9% de la población estaba por debajo del umbral de pobreza.